# Кравченко Павло Станіславович
Павло́ Станісла́вович Кра́вченко (нар. 27 грудня 1984 — пом. 20 січня 2015) — солдат Збройних сил України, учасник російсько-української війни. Один із «кіборгів».

## Життєпис
Народився і виріс у селищі Олександрійське. Його мати виховувала дітей сама. Закінчив ЗОШ № 12. У ДТСААФ здобув професію водія. Пройшов строкову службу в ЗСУ, де певний час лишався за контрактом.
У часі війни пішов до ЗСУ за контрактом після того, як був мобілізований його молодший брат. Солдат, розвідник-кулеметник 57-ї окремої мотопіхотної бригади.
Загинув 20 січня 2015-го в аеропорту Донецька під час виконання завдання з евакуації поранених — бійці потрапили під обстріл із «Градів» та артилерії.
Вважався зниклим безвісти, тіло виявили волонтери під завалами й впізнали за татуюванням. Упізнаний за експертизою ДНК, похований 2 квітня 2015-го на кладовищі селища Олександрійське.
Без Павла лишилися мама Олена, старша сестра і молодший брат Олексій (служив у 17-му батальйоні).

## Нагороди та вшанування
- Указом Президента України № 270/2015 від 15 травня 2015 року, «за особисту мужність і високий професіоналізм, виявлені у захисті державного суверенітету та територіальної цілісності України, вірність військовій присязі», нагороджений орденом «За мужність» III ступеня (посмертно)[1].
- Вшановується в меморіальному комплексі «Зала пам'яті», в щоденному ранковому церемоніалі 20 січня[2][3].
- У 2016 році в його рідному селищі Олександрійське на честь нього було названо центральну вулицю селища.